# Shacknews
Shacknews, également couramment nommé The Shack, est un site internet offrant des actualités, des améliorations, des contenus éditoriaux ou des forums liés aux jeux vidéo sur ordinateur ou console. Gamerhub Content Network est le propriétaire actuel du site. Les anciens propriétaires, Steve Gibson et Maarten Goldstein ont vendu le site à Gamefly après avoir offert un journalisme indépendant sur le jeu pendant plus d'une décennie. Gamerhub Content Network achète le site en janvier 2014.